# Rod Blagojevich
Milorad Blagojevich dit Rod, né le 10 décembre 1956 à Chicago (Illinois), est un homme politique américain membre du Parti démocrate, 42e gouverneur de l'État de l'Illinois du 13 janvier 2003 au 29 janvier 2009. Il est le deuxième Serbo-Américain à être élu gouverneur aux États-Unis, après George Voinovich en 1991 en Ohio. Il était précédemment représentant de l'Illinois au Congrès des États-Unis. 
Accusé de conduites malveillantes, Rod Blagojevich est arrêté le 9 décembre 2008 par des agents du FBI et fait l'objet de poursuites. Accusé d'avoir voulu vendre le siège laissé vacant de sénateur de Barack Obama, le gouverneur de l'État de l'Illinois, Rod Blagojevich, est destitué le 29 janvier 2009 par le Sénat de l'Illinois et condamné à 14 ans de prison en décembre 2011. Il commence à purger sa peine le 15 mars 2012 dans une prison du Colorado. Donald Trump commue sa peine le 18 février 2020, le rendant libre 4 ans plus tôt.

## Biographie

### Jeunesse
Rod Blagojevich est né le 10 décembre 1956 à Chicago, dans une famille peu aisée. Son père était un ancien tchetnik serbe immigré aux États-Unis. Durant sa jeunesse, Rod Blagojevich s'essaya à divers métiers pour aider sa famille : il fut tour à tour cireur de chaussures et vendeur de pizzas.
Pour se payer des études, Blagojevich travailla comme laveur de vaisselle sur l'oléoduc trans-Alaska. Boxeur émérite, Blagojevich obtint son diplôme de fin d'études et rejoint l'Université du Nord-Ouest d'où il sort diplômé en 1979. En 1983, il reçoit un doctorat en jurisprudence de l'école de droit de l'Université de Pepperdine.

### Carrière

#### Dans le domaine du droit
Rod Blagojevich commença sa carrière professionnelle dans le domaine du droit, comme assistant en matière pénale de procureur du comté de Cook, à Chicago.

#### Représentant
En 1992, épaulé par son beau-père Dick Mell, Rod Blagojevich est élu sous les couleurs démocrates à l'Assemblée générale de l'Illinois où ses thèmes de prédilection sont le rendu de la justice et la pénalisation des crimes. Il se fait en outre remarquer comme un partisan du renforcement du système judiciaire pénal.
En 1996, Blagojevich est élu à la Chambre des représentants des États-Unis, en battant le représentant républicain sortant, Mike Flanagan (en), élu lui-même en 1994 lors de la vague républicaine au Congrès, dans une circonscription de tradition démocrate. Blagojevich est réélu en 1998, 2000 et 2002. Il œuvre alors au Congrès pour une législation promouvant le contrôle des armes à feu.

#### Gouverneur de l'Illinois
En novembre 2002, Blagojevich est élu gouverneur de l'Illinois en battant le procureur général républicain Jim Ryan, le libertarien Cal Skinner et l'indépendant Marisellis Brown.
Bien qu'il soit partisan de la peine de mort, de l'aggravation de la qualification pénale des crimes et délits, Blagojevich n'a fait procéder à aucune exécution capitale à la suite du moratoire décrété en 2000 par son prédécesseur George Ryan, mais il cesse de gracier systématiquement les condamnés qui attendent donc dans le couloir de la mort.
Le 21 janvier 2005, Blagojevich promulgue une loi élargissant les droits civiques de l'État en interdisant la discrimination sexuelle et homosexuelle en matière d'emploi, de prêts et accordant l'égalité totale d'accès aux services publics. L'Illinois est alors un des treize États américains interdisant la discrimination envers les homosexuels. Néanmoins, la loi signée par le gouverneur ne concerne pas les organisations religieuses très présentes dans l'État et hostiles à cette mesure, redoutant des effets indirects sur les choix des membres du clergé et de leurs salariés. 
En 2002, Blagojevich met au point un plan de six ans pour gagner la Maison-Blanche rendant ainsi publiques ses ambitions présidentielles. Il est par conséquent un candidat démocrate potentiel pour l'élection de 2008. 
En décembre 2005, avec un taux d'approbation de 41 % (contre 53 % d'opinions négatives), il n'arrive qu'en 41e position en termes de popularité parmi les 50 gouverneurs du pays, ex æquo avec Jennifer Granholm, le gouverneur du Michigan et Ruth Ann Minner, gouverneur du Delaware .
En novembre 2006, il est réélu gouverneur avec 49 % des voix contre 40 % à la candidate républicaine Judy Baar Topinka et 11 % au candidat écologiste Rich Whitney.

### Affaires judiciaires

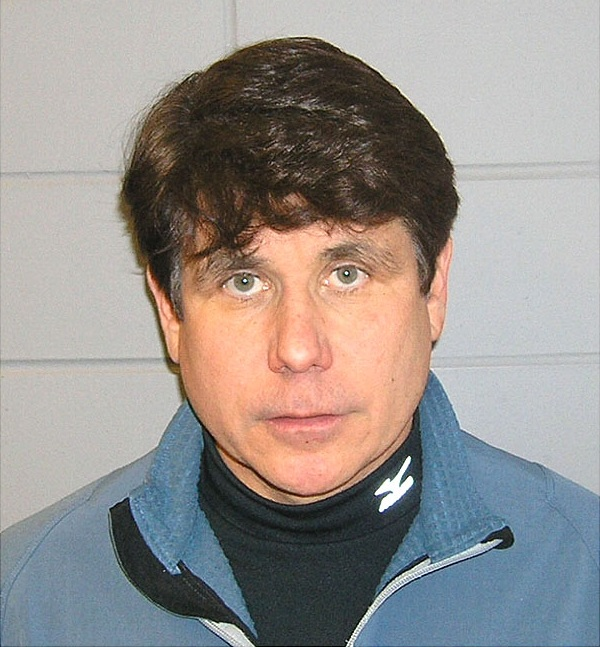
Mugshot de Rod Blagojevich après son arrestation.

Le 9 décembre 2008, Rod Blagojevich est arrêté, avec son directeur de cabinet, John Harris, par le Federal Bureau of Investigation (FBI) et inculpé de tentative de fraude et de corruption. Selon l'acte d'accusation de soixante-seize pages, il est accusé d'avoir tenté de vendre le siège vacant de l'ancien sénateur Barack Obama, après que ce dernier a été élu président des États-Unis, et d'avoir notamment menacé de suspendre l'aide de l'État de l'Illinois au groupe de presse du Chicago Tribune afin de « provoquer une purge des éditorialistes du journal ». Le rapport mentionne également que le gouverneur avait usé de telles pratiques dès son arrivée aux affaires, alors qu'il s'était fait élire sur un programme anticorruption. Il aurait ainsi systématiquement monnayé sa position d'influence, levant des fonds privés en échange d'octrois de contrats ou de privilèges. 
Rod Blagojevich est ainsi également inculpé pour avoir comploté avec Tony Rezko, un homme d'affaires déjà reconnu coupable de fraude, de blanchiment d'argent et de corruption, dans le but d'obtenir des bénéfices financiers pour lui-même et sa famille en échange de contrats ou de nominations dans l'Illinois.
Dès la révélation, le président élu Obama, Dick Durbin et plusieurs des démocrates demandent sa démission. Le 15 décembre 2008, la Chambre des représentants de l'Illinois vote à l'unanimité en faveur de la création d'une commission parlementaire chargée de se prononcer sur d'éventuelles poursuites devant le Sénat de l'État, qui pourrait le contraindre à renoncer à ses fonctions. Le gouverneur a néanmoins annoncé le 30 décembre 2008 avoir nommé Roland Burris au poste de sénateur laissé vacant, en dépit du fait que les leaders démocrates du Sénat américain aient annoncé qu'ils rejetteraient toute nomination faite par le gouverneur.
La commission parlementaire préconise le 8 janvier 2009 la destitution (impeachment) du gouverneur, considérant à l'unanimité qu'il y avait suffisamment de preuves de corruption contre lui. Blagojevich est aussi accusé d'abus de pouvoir. Dès le lendemain, la chambre des représentants de l'Illinois vote l'impeachment par 114 voix pour et une contre.
Le 29 janvier 2009, les sénateurs de l'Illinois se prononcent à l'unanimité, par 59 voix pour, sans abstention, en faveur de la destitution de Rod Blagojevich, accusé d'être « cynique », « sournois », « corrompu », « grossier », « inepte », « menteur », « hypocrite » et « irresponsable ». Ils votent également une inéligibilité et une interdiction à vie de toute fonction publique dans l'État de l'Illinois. Le vote est suivi de l'exécution immédiate de la révocation du gouverneur. Le lieutenant-gouverneur Pat Quinn lui succède aussitôt. Excepté lors de la plaidoirie, Blagojevich n'est pas présent lors de la procédure qu'il qualifie de kangaroo court et réalise plusieurs interviews où il clame son innocence et compare sa situation à celles de Nelson Mandela, Gandhi et Martin Luther King.
La destitution n'est qu'une punition politique, l'affaire est ensuite traitée par le système judiciaire fédéral. En décembre 2011, il est condamné à 14 ans de prison à la suite de son procès dont il est déclaré coupable de 17 chefs d'accusation sur 20. La Cour d'appel fédérale du septième circuit annule quatre chefs d'accusations en 2015. 
Sa peine est commuée par le président américain Donald Trump le 18 février 2020, anticipant sa libération de 4 ans. Au début de son second mandat présidentiel, Donald Trump lui offre une grâce complète en février 2025.

### Retour en politique envisagé
En mai 2025, il déclare envisager de se lancer de nouveau en politique en se présentant aux élections sénatoriales de 2026, pour le siège du démocrate Dick Durbin, non candidat à sa réélection. Se décrivant comme un « Trumpocrat », il explique alors ne pas avoir choisi s'il tenterait de briguer l'investiture démocrate ou républicaine le cas échéant.

## Vie privée
Rod Blagojevich est marié à Patty Mell. Ils ont ensemble deux filles, Amy et Annie.

## Télé-réalité
Durant l'été 2009, il est annoncé comme candidat de l'émission d'NBC I'm a Celebrity… Get Me Out of Here! 2. Figure également au casting Heidi Montag, Spencer Pratt, Stephen Baldwin ou encore Janice Dickinson. Mais la justice refuse finalement que Rod Blagojevich soit l'un des concurrents. C'est donc sa femme, Patti, qui participe à l'aventure. C'est l'acteur Lou Diamond Phillips qui remporte le jeu. 
Au printemps 2010, il participe à The Celebrity Apprentice 3, avec notamment Sharon Osbourne et Cyndi Lauper. L'émission est diffusée sur NBC, et Donald Trump le vire à l'épisode 4. C'est le chanteur Bret Michaels qui remporte le jeu.